# Rio Dâlma cu Mesteacăn
O Rio Dâlma cu Mesteacăn é um rio da Romênia, afluente do Râul Alb, localizado no distrito de Hunedoara.